# 柱状図

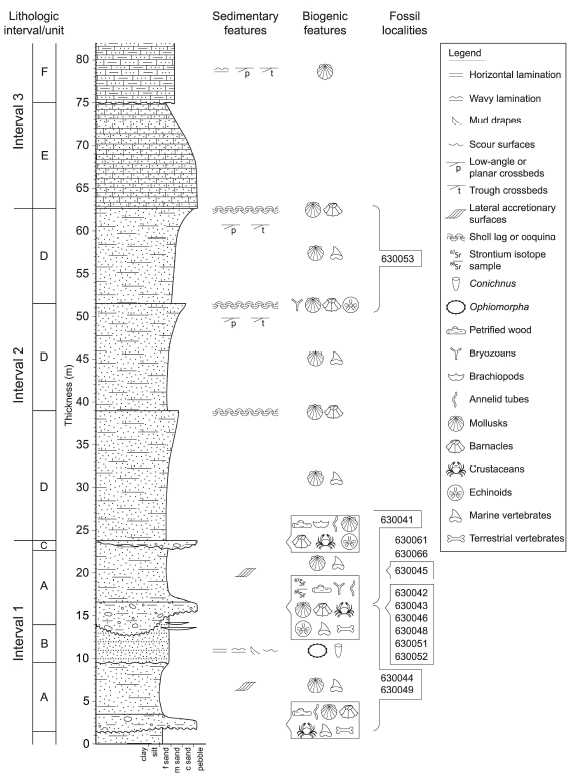
柱状図の例。パナマ中部に分布する中新世の地層、アラフエラ累層の模式的な柱状図。堆積柱状の左に岩相層序単元、右に堆積構造の特徴、化石の産状が示されている。この図の場合は堆積柱状の右側の凹凸は構成粒子の粒度の変化を示す。

柱状図（ちゅうじょうず、英: columnar section）とは、ある地点の長柱状の地質断面図のことである。地質柱状図（英: geological columnar section, geologic column, geologic log）とも。特定の地域の地質層序について地質年代区分と関連付けた柱状図は特に層序柱状図（英: stratigraphic column）と呼ばれることがある。

## 概説
ボーリング調査の際に採取される地表から到達点までの地層・土壌のコアサンプル（ボーリングコア）から作られるボーリング柱状図（試錐柱状図とも）、野外地質調査（フィールドワーク）においてある地点の露頭を観察して作られる露頭柱状図、複数の柱状図や地層毎の各種データをまとめて付した総合柱状図、さらに地層の特徴を概念的にまとめた模式柱状図、また石炭の分布の特徴をまとめた炭層柱状図といった各種の柱状図が、調査手法、用途、目的別に作成される。また、堆積相を示す柱状図は堆積柱状（英: sedimentary column）とも呼ばれる。
柱状図の作成は地質学の基本となっており、複数地点間での柱状図を対比し、地質図の作成や地質構造の推定を行う。

## ボーリング柱状図

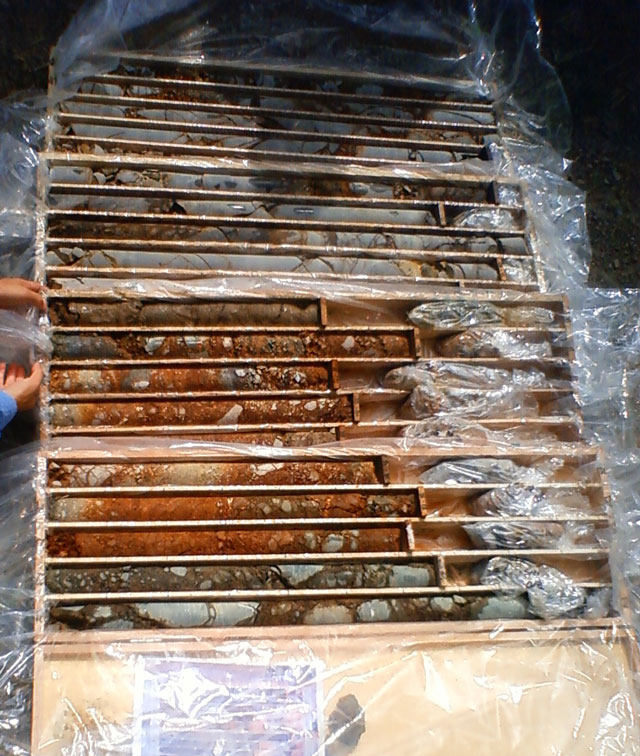
ケースに収められたボーリングコア

ボーリング調査結果で得られた情報を提供する柱状図は、地点情報、掘削情報、孔内水位、ボーリングコア観察結果や標準貫入試験、孔内水平載荷試験、弾性波速度検層（PS検層）、ルジオン試験等の原位置試験の他、基礎的かつ重要な地質情報が図示される。
柱状図の様式は目的別に記載事項が異なり、日本では地盤工学会様式、JACIC（JApan Construction Information Center:ジャシックと読む）様式、客先の指定する様式、地質調査会社独自様式、地すべり調査用（土木研究所、地すべり調査用ボーリング柱状図作成要領（案）による）などがある。
日本の公共事業では、CALS/EC推進による「電子納品に関する要領・基準」に従い、JACIC様式に統一されつつある。JACIC様式のボーリング柱状図には、調査を対象とする地質によって、「岩盤用」「土質用」の2種類があり「ボーリング柱状図作成要領（案）」に準拠して作成されていた。調査目的別の要求を取り入れた「地質調査資料整理要領（案）」が発行されている。